# سبرينغ بريري (ويسكونسن)
سبرينغ بريري (بالإنجليزية: Spring Prairie, Wisconsin)‏ هي بلدة تقع بولاية ويسكونسن في الولايات المتحدة. تبلغ مساحتها 92.8 (كم²)، وترتفع عن سطح البحر 277 م، بلغ عدد سكانها 2089 نسمة في عام 2000 حسب إحصاء مكتب تعداد الولايات المتحدة وتصل الكثافة السكانية فيها 22.6 نسمة/كم2.

## أعلام
- هنري ألين كوبر

## وصلات خارجية
- http://www.springprairiewi.com
- The US50 - Cities and Towns in Wisconsin State
- Wisconsin Cities and Towns, Facts, Map, Flag, Colleges, Government, and More